# Tyler Ulis
Tyler Ulis (Lima, 5 gennaio 1996) è un ex cestista e allenatore di pallacanestro statunitense, professionista nella NBA.

## Carriera

### Phoenix Suns (2016-2018)
Dopo aver frequentato per due anni l'Università del Kentucky, e aver vinto al secondo anno il Bob Cousy Award (ovvero il miglior playmaker della stagione NCAA), si rese eleggibile per il Draft NBA 2016 in cui venne selezionato come 34ª scelta dai Phoenix Suns. Ulis entrò quasi subito nelle rotazioni della squadra, anche se il primo periodo fu più di adattamento per lui. Il 19 novembre 2016 mise a referto 10 punti, 2 assist e 4 palle rubate nella netta vittoria esterna contro gli Indiana Pacers per 116-96.
Il 5 marzo 2017 durante la gara contro i Boston Celtics, Ulis fu protagonista di un episodio particolare: con il playmaker della squadra avversaria Isaiah Thomas (tra l'altro ex della sfida) Ulis diede vita alla palla contesa più "bassa" di tutti i tempi, in quanto i due si contesero la palla nonostante Thomas sia alto 1,75 cm e Ulis 1,78 cm. Mai ci fu una palla contesa tra due giocatori così bassi. Comunque nella partita Ulis non sfigurò, tanto che segnò 20 punti in 33 minuti di impiego (in uscita dalla panchina), e fu decisivo in quanto segnò il canestro decisivo a pochissimi secondi dal termine della partita proveniente da una palla che il compagno di squadra Eric Bledsoe rubò proprio a Isaiah Thomas. Da metà marzo, a seguito degli infortuni di Eric Bledsoe e Brandon Knight, Ulis diventò il play titolare dei Suns. Il 3 Aprile 2017 segnò 34 punti nella sconfitta interna per 123-116 contro gli Houston Rockets; in quella partita Ulis andò quasi in tripla-doppia in quanto prese 9 rimbalzi e consegnò 9 assist. Nell'ultima gara della stagione dei Suns giocata il 12 aprile 2017 a Sacramento (e persa per 129-104 contro i locali Kings), Ulis segnò 27 punti in 34 minuti.
Le sue ottime prestazioni nel finale di stagione gli valsero il premio di rookie del mese di aprile per la Western Conference. Durante la stagione andò a giocare in D-League in un'occasione ai Northern Arizona Suns, con cui segnò 13 punti e consegnò 9 assist, sfiorando la doppia-doppia. Con i Phoenix Suns Ulis sfoggiò una grande personalità, ma anche un'ottima visione del gioco.
Il 30 giugno 2018 viene tagliato dai Suns.

### Pre-season a Golden State e Chicago Bulls (2018-)
Il 24 settembre 2018 firma con i Golden State Warriors. Dopo alcune partite di pre-season viene tagliato dalla franchigia californiana il 12 ottobre 2018, firmando poi un two-way contract con i Chicago Bulls tre giorni più tardi.
Tuttavia a Chicago gioca solo una partita anche a causa di un infortunio, venendo assegnato più spesso ai Windy City Bulls in G-League.

## Statistiche

### College
| Anno      | Squadra           | PG | PT | MP   | TC%  | 3P%  | TL%  | RP  | AP  | PRP | SP  | PP   |
| --------- | ----------------- | -- | -- | ---- | ---- | ---- | ---- | --- | --- | --- | --- | ---- |
| 2014-2015 | Kentucky Wildcats | 37 | 0  | 23,8 | 40,6 | 42,9 | 80,8 | 1,8 | 3,6 | 1,0 | 0,1 | 5,6  |
| 2015-2016 | Kentucky Wildcats | 35 | 35 | 36,8 | 43,4 | 34,4 | 85,6 | 3,0 | 7,0 | 1,5 | 0,1 | 17,3 |
| Carriera  | Carriera          | 72 | 35 | 30,1 | 42,7 | 37,1 | 84,6 | 2,4 | 5,3 | 1,2 | 0,1 | 11,3 |

### NBA

#### Regular Season
| Anno      | Squadra       | PG  | PT | MP   | TC%  | 3P%  | TL%  | RP  | AP  | PRP | SP  | PP  |
| --------- | ------------- | --- | -- | ---- | ---- | ---- | ---- | --- | --- | --- | --- | --- |
| 2016-2017 | Phoenix Suns  | 61  | 15 | 18,4 | 42,1 | 26,6 | 77,5 | 1,6 | 3,7 | 0,8 | 0,1 | 7,3 |
| 2017-2018 | Phoenix Suns  | 71  | 43 | 23,4 | 38,8 | 28,8 | 83,2 | 1,8 | 4,4 | 1,0 | 0,1 | 7,8 |
| 2018-2019 | Chicago Bulls | 1   | 0  | 1,0  | 0,0  | 0,0  | -    | 0,0 | 0,0 | 0,0 | 0,0 | 0,0 |
| Carriera  | Carriera      | 133 | 58 | 20,9 | 40,3 | 28,0 | 80,8 | 1,7 | 4,0 | 0,9 | 0,1 | 7,5 |

## Palmarès
- McDonald's All-American (2014)
- Bob Cousy Award (2016)